# Liste der Inseln von Papua-Neuguinea
In dieser unvollständigen Liste sind einige der Inseln, Inselgruppen und Atolle von Papua-Neuguinea aufgeführt. Die Artikel sind nach Archipel und danach alphabetisch eingeordnet.

## Inseln

### Meeresinseln

#### Bismarck-Archipel

##### Admiralitätsinseln
1. Alim-Inseln
2. Baluan-Insel
3. Bipi-Insel
4. Fedarb-Inseln
5. Horno-Inseln
  1. Los-Reyes-Inseln
  2. Nauna
  3. Pak
  4. Rambutyo
  5. Tong
6. Lou-Insel
7. Los-Negros-Insel
8. Manus
9. Mbuke-Inseln
10. Ndrova-Inseln
11. Nihon-Insel
12. Pahi
13. Pam-Inseln
14. Pitylu-Insel
15. Purdy-Inseln (auch Mwilitau-Inseln)
16. Sabben-Inseln
17. San-Miguel-Inseln
18. St.-Andrew-Inseln
19. Sisi

##### Westliche Inseln
1. Aua
2. Eremiteninseln (Hermit Islands):
  1. Luf-Insel
3. Kaniet-Inseln (Kaniet-(Sae)-Inseln):
  1. Kaniet-Atoll
  2. Sae Island
4. Ninigo-Inseln
  1. Awin-Atoll
  2. Heina-Atoll
  3. Liot-Atoll
  4. Manu-Atoll
  5. Ninigo-Atoll
  6. Pelleluhu-Atoll
  7. Sama-Atoll
  8. Sumasuma-Atoll
5. Wuvulu

##### Le-Maire-Inseln (Schouten-Inseln)
1. Bam (früher auch Lesson-Insel)
2. Blup Blup (früher auch Garnot-Insel)
3. Kadovar (früher auch Blosseville-Insel)
4. Koil (früher auch Deblois-Insel)
5. Vokeo (früher auch Roissy-Insel)
6. Wiei (früher auch Jacquinot-Insel)

##### Neubritannien (früherNeupommern)
1. Arawe-Inseln
2. Credner-Inseln (Pigeon-Inseln)
3. Kroneninsel
4. Duke-of-York-Inseln:
  1. Duke-of-York-Insel (früher Neulauenburg)
  2. Kabakon
  3. Kerawara
  4. Makada (auch Amakata)
  5. Mioko
  6. Ulu (auch Mauke oder Pig Island)
  7. Utuan
5. Duportail (auch Lolobau, Bassulasula, Namisoko oder Namsoko)
6. Long Island
7. Siassi-Inseln:
  1. Malai-Insel
  2. Ritter-Insel
  3. Sakar
  4. Tolokiwa
  5. Tuam-Insel
  6. Umboi
8. Vitu-Inseln oder Witu-Inseln:
  1. Garove (früher Deslacs)
  2. Narage (auch Gipps Island oder Narega)
  3. Mundua-Inseln (auch Ningau)
9. Unea
10. Watom

##### Neuirland (früherNeumecklenburg)
1. Djaul
2. Feni-Inseln:
  1. Ambitle
  2. Babase
3. Lavongai (Neuhannover)
  1. Tsoi-Inseln
  2. Neitab Island
  3. Dunung Island
  4. Kung Island
  5. Nemto Island
4. Lihir-Inseln:
  1. Niolam (Lihir)
  2. Mali
  3. Mahur
  4. Masahet
  5. Sanambiet
5. St.-Matthias-Inseln:
  1. Eloaua
  2. Emananus
  3. Emirau
  4. Mussau
6. Tabar-Inseln:
  1. Tabar
  2. Tatau
  3. Simberi
7. Selapiu (Baudissin-Insel)
8. Tanga-Inseln:
  1. Boang
  2. Lif
  3. Malendok
  4. Tefa

#### Longuerue-Inseln
1. Jawani Island
2. Batteru Island
3. Musik Island
4. Zumbale Island
5. Lasanga Island
6. Surgurd Island

#### D’Entrecasteaux-Inseln
1. Amphlett-Inseln
  1. Gumawana (Urasi)
  2. Kwatoita (Kotoita)
  3. Nabwageta (Tuboa)
  4. Wamea (Omeya)
  5. Wawiwa (Koyaui)
  6. Yabwaia (Bituma)
2. Dobu (Watoa)
3. Fergusson-Insel
4. Goodenough-Insel
5. Normanby-Insel
6. Sanaroa

#### Louisiade-Archipel
1. Basilaki
2. Bonvouloir-Inseln:
  1. East Island (Bonvouloir-Inseln)
  2. Hastings Island (Bonvouloir-Inseln)
  3. Strathord-Inseln
3. Bramble Haven (Duperré-Inseln):
  1. Awanagamwana
  2. Duperre-Insel
  3. Panapwa
  4. Punawan
  5. Siva
4. Pana Tinani
5. Calvados-Inseln
6. Conflict-Inseln
7. Deboyne-Inseln:
  1. Panaeati (auch Deboyne)
  2. Panapompom
8. Duchateau-Inseln:
  1. Kukuluba
  2. Pana Bobai Ana
  3. Pana Rura Wara
9. Dumoulin-Inseln:
  1. Ana Karu Karua
  2. Baiiri
10. Engineer-Inseln
11. Hardman-Inseln
12. Jomard-Inseln:
  1. Pana Rai Rai
  2. Pana Waipona
13. Laseinie-Inseln:
  1. Kagawan-Inselgruppe
  2. Koyagaugau (Dawson)
14. Misima
15. Renard-Inseln:
  1. Bagaium
  2. Baiwa
  3. Epoko
  4. Kimuta
  5. Niva Beno
  6. Oreia
  7. Pana Roran
  8. Pana Wadai
  9. Topuna
16. Rossel (Yela)
17. Sideia
18. Vanatinai (auch Tagula oder Sudest)

#### Marshall-Bennett-Inseln
1. Dugumenu
2. Egum-Atoll
  1. Nagian
  2. Wiakau
  3. Yanaba
  4. Napasa
  5. Tabunagora
  6. Digaragara
  7. Egum
  8. Nasakori
3. Gawa
4. Iwa
5. Kwaiawata
6. Laughlan-Inseln (Budibudi-Inseln)
  1. Budelun
  2. Cannac
  3. Wabomat

#### Woodlark-Inseln
1. Woodlark (Muyua)
2. Madau
3. Nusam
4. Mapas
5. Aiun
6. Nubara

#### Nord-Salomonen
1. Bougainville
2. Buka
3. Green Islands
  1. Nissan (Atoll)
    1. Nissan
    2. Barahun
    3. Hon
    4. Sirot

  2. Pinipel (Atoll)
    1. Pinipel
    2. Sau
    3. Sentinel

#### Trobriand-Inseln
1. Kaileuna
2. Kiriwina
3. Kitava
4. Tuma
5. Vakuta

#### Alcester-Inseln
1. Alcester
2. Tokona

#### Lusancay-Inseln
1. Simsim
2. Kawa
3. Nauria

#### Sonstige Atolle und Inseln
1. Carteret-Inseln (auch Kilinailau oder Tulun-Inseln)
2. Han-Insel
3. Iolassa
4. Nukumanu-Inseln
5. Nuguria-Inseln (auch Nukuria-Inseln, Abgarris oder Fead-Inseln)
6. Malum
7. Sable Island
8. Takuu
9. Tami-Inseln

### Binneninseln
1. Kiwai
2. Goaribari